# Банковци (Пожега)
Банковци су насељено место у саставу града Пожеге, у Славонији, Република Хрватска.

## Становништво
Насеље је према попису становништва из 2011. године имало 109 становника.
| Националност       | 1991.        |
| Хрвати             | 132 (98,50%) |
| Срби               | 0            |
| Југословени        | 0            |
| остали и непознато | 2 (1,49%)    |
| Укупно             | 134          |